# Bianca Riario
Bianca Riario (Roma, marzo 1478 – Firenze, dopo il 1524) è stata una nobile italiana, figlia di Girolamo Riario, nipote di Papa Sisto IV, e Caterina Sforza, figlia illegittima di Galeazzo Maria Sforza, Duca di Milano.

## Biografia
Suo padre era Girolamo Riario signore delle città di Imola e Forlì, figlio di Paolo Riario e di Bianca Della Rovere, sorella di papa Sisto IV nonché cugina di papa Giulio II; sua madre era Caterina Sforza, figlia illegittima di Galeazzo Maria Sforza, duca di Milano e di Lucrezia Landriani.
Caterina Sforza stipulò un contratto di matrimonio, nel 1494, tra Bianca e Astorre III Manfredi, signore di Faenza, ma le nozze non furono mai celebrate poiché egli finì imprigionato e poi trucidato da Cesare Borgia. Nel 1498 fu chiesta in sposa da Gianfrancesco Sanseverino, condottiero e conte di Caiazzo: la madre Caterina era propensa ad acconsentire, poiché si trattava di un uomo di grande reputazione in Italia, ma fu frenata dalla differenza d'età (era infatti quasi cinquantenne).
Nel 1503 si sposò infine con Troilo I de' Rossi, primo marchese di San Secondo, sesto conte di San Secondo.

## Discendenza
Bianca e Troilo ebbero nove figli:
- Costanza (1503 – ...), sposò Girolamo degli Albizzi, da cui ebbe un figlio, Ersilio, morto giovane;
- Pietro Maria (1504 – 1547), marchese di San Secondo, sposò Camilla Gonzaga, figlia di Giovanni Gonzaga;
- Gian Girolamo (1505 – 1564), vescovo di Pavia;
- Angela (1506 – 1573). Sposò prima Vitello Vitelli, Conte di Montone, e poi il di lui cugino Alessandro Vitelli, signore dell'Amatrice;
- Bertrando (1508 – 1527), capitano a servizio della Spagna;
- Alessandro (1512 – ...), sordomuto, capitano a servizio della Spagna;
- Ettore (1515 – 1555), abate Commendatario di San Pietro in Ciel d'Oro di Pavia fino al 1546, e in seguito di Santa Maria della Colomba di Castiglione;
- Camilla (1516 – 1543). Sposò Girolamo Pallavicino, marchese di Cortemaggiore;
- Giulio Cesare (1519 – 1554), conte di Caiazzo tramite il matrimonio con Maddalena Sanseverino, figlia di Roberto Ambrogio Sanseverino.

## Ascendenza
|                                           |                                     |                                                        | Genitori                                   |  |  | Nonni |  |  | Bisnonni        |  |  | Trisnonni         |  |
|                                           |                                     |                                                        |                                            |  |  |       |  |  | Raffaele Riario |  |  | Bartolomeo Riario |  |
|                                           |                                     |                                                        |                                            |  |  |       |  |  | Raffaele Riario |  |  | Bartolomeo Riario |  |
|                                           |                                     | …                                                      |                                            |  |  |       |  |  | Raffaele Riario |  |  |                   |  |
| Paolo Riario                              |                                     |                                                        |                                            |  |  |       |  |  | Raffaele Riario |  |  |                   |  |
|                                           |                                     | Teodorina Spinola                                      | Niccolò Spinola                            |  |  |       |  |  |                 |  |  |                   |  |
|                                           |                                     | Teodorina Spinola                                      | Niccolò Spinola                            |  |  |       |  |  |                 |  |  |                   |  |
|                                           |                                     | Teodorina Spinola                                      | …                                          |  |  |       |  |  |                 |  |  |                   |  |
| Girolamo Riario, signore di Imola e Forlì |                                     | Teodorina Spinola                                      |                                            |  |  |       |  |  |                 |  |  |                   |  |
|                                           |                                     | Leonardo della Rovere                                  | …                                          |  |  |       |  |  |                 |  |  |                   |  |
|                                           |                                     | Leonardo della Rovere                                  | …                                          |  |  |       |  |  |                 |  |  |                   |  |
|                                           |                                     | Leonardo della Rovere                                  | …                                          |  |  |       |  |  |                 |  |  |                   |  |
| Bianca della Rovere                       |                                     | Leonardo della Rovere                                  |                                            |  |  |       |  |  |                 |  |  |                   |  |
|                                           |                                     | Luchina Monleone                                       | Giovanni Monleone                          |  |  |       |  |  |                 |  |  |                   |  |
|                                           |                                     | Luchina Monleone                                       | Giovanni Monleone                          |  |  |       |  |  |                 |  |  |                   |  |
|                                           |                                     | Luchina Monleone                                       | Caterina Cipolla                           |  |  |       |  |  |                 |  |  |                   |  |
| Bianca Riario                             |                                     | Luchina Monleone                                       |                                            |  |  |       |  |  |                 |  |  |                   |  |
|                                           | Francesco Sforza, IV duca di Milano | Giacomo "Muzio" Attendolo "Sforza", conte di Cotignola |                                            |  |  |       |  |  |                 |  |  |                   |  |
|                                           | Francesco Sforza, IV duca di Milano | Giacomo "Muzio" Attendolo "Sforza", conte di Cotignola |                                            |  |  |       |  |  |                 |  |  |                   |  |
|                                           | Francesco Sforza, IV duca di Milano | Lucia Terzani                                          |                                            |  |  |       |  |  |                 |  |  |                   |  |
| Galeazzo Maria Sforza, V duca di Milano   | Francesco Sforza, IV duca di Milano |                                                        |                                            |  |  |       |  |  |                 |  |  |                   |  |
|                                           |                                     | Bianca Maria Visconti                                  | Filippo Maria Visconti, III duca di Milano |  |  |       |  |  |                 |  |  |                   |  |
|                                           |                                     | Bianca Maria Visconti                                  | Filippo Maria Visconti, III duca di Milano |  |  |       |  |  |                 |  |  |                   |  |
|                                           |                                     | Bianca Maria Visconti                                  | Agnese del Maino                           |  |  |       |  |  |                 |  |  |                   |  |
| Caterina Sforza                           |                                     | Bianca Maria Visconti                                  |                                            |  |  |       |  |  |                 |  |  |                   |  |
|                                           |                                     | …                                                      | …                                          |  |  |       |  |  |                 |  |  |                   |  |
|                                           |                                     | …                                                      | …                                          |  |  |       |  |  |                 |  |  |                   |  |
|                                           |                                     | …                                                      | …                                          |  |  |       |  |  |                 |  |  |                   |  |
| Lucrezia Landriani                        |                                     | …                                                      |                                            |  |  |       |  |  |                 |  |  |                   |  |
|                                           |                                     | …                                                      | …                                          |  |  |       |  |  |                 |  |  |                   |  |
|                                           |                                     | …                                                      | …                                          |  |  |       |  |  |                 |  |  |                   |  |
|                                           |                                     | …                                                      | …                                          |  |  |       |  |  |                 |  |  |                   |  |
|                                           |                                     | …                                                      |                                            |  |  |       |  |  |                 |  |  |                   |  |